# Unió de Centre Nacional Progressista
Unió de Centre Nacional Progressista (grec: Εθνική Προοδευτική Ένωση Κέντρου, EPEK) fou un partit polític grec fundat el 1949 pel general Nikolaos Plastiras i va atraure liberals i demòcrates d'esquerres decebuts. Va predicar un missatge de conciliació que el va fer entrar en conflicte amb el partit de dreta. Juntament amb Sophoklis Venizelos i Georgios Papandreu va formar un govern de coalició el 1950 que va caure quan els seus socis es van retirar.
A les eleccions legislatives gregues de 1951 es mostrà com el partit centrista més fort amb el 23,59% i 74 escons al Parlament. Tanmateix, va guanyar el Reagrupament Grec d'Alexander Papagos amb 114 escons. Atès que cap partit ni coalició tenia la majoria absoluta al Parlament, i que Papagos es negà a participar en un govern d'unitat nacional, el Partit Liberal i l'EPEK van formar un govern minoritari sota la direcció de Plastiras, que va romandre al poder fins a l'11 d'octubre de 1952, quan va dimitir per a presentar-se a la reelecció. El rei Pau I de Grècia convocà noves eleccions legislatives gregues de 1952, en les que el Reagrupament Grec va obtenir el 49,22% dels vots i 249 escons. Plastiras es va retirar i va morir el 26 de juliol de 1953, cosa que provocaria la dissolució del partit.

## Resultats electorals
| Any  | Líder                 | Vots                  | %                     | Escons   | +/– | Pos. | Govern   |
| ---- | --------------------- | --------------------- | --------------------- | -------- | --- | ---- | -------- |
| 1950 | Plastiras - Tsouderos | 277,739               | 16.4%                 | 45 / 250 | Nou | 3r   | Coalició |
| 1951 | Nikolaos Plastiras    | 401,379               | 28.7%                 | 74 / 300 | 20  | 2n   | Coalició |
| 1952 | Nikolaos Plastiras    | Coalició EPEK-KF      | Coalició EPEK-KF      | 24 / 300 | 50  | 3r   | Oposició |
| 1956 | Savas Papapolitis     | Dins Unió Democràtica | Dins Unió Democràtica | 16 / 300 | 8   | 1r   | Oposició |
| 1958 | Savas Papapolitis     | Dins el PADE          | Dins el PADE          | 1 / 300  | 15  | 4t   | Oposició |